# Mistrzostwa Ameryki Południowej w Lekkoatletyce 2009
46. Mistrzostwa Ameryki Południowej w Lekkoatletyce – zawody lekkoatletyczne, które odbyły się między 19 a 21 czerwca 2009 roku w stolicy Peru Limie.

## Rezultaty

### Mężczyźni
| Konkurencja           | 1. miejsce                                                                | 1. miejsce | 2. miejsce                                                                       | 2. miejsce | 3. miejsce                         | 3. miejsce |
| --------------------- | ------------------------------------------------------------------------- | ---------- | -------------------------------------------------------------------------------- | ---------- | ---------------------------------- | ---------- |
| 100 m                 | Alonso Edwards · Panama                                                   | 10.29      | Daniel Grueso · Kolumbia                                                         | 10.39      | José Carlos Moreira · Brazylia     | 10.49      |
| 200 m                 | Alonso Edwards · Panama                                                   | 20.45      | Hugo de Souza · Brazylia                                                         | 20.92      | Bruno de Barros · Brazylia         | 20.93      |
| 400 m                 | Andrés Silva · Urugwaj                                                    | 46.06      | Geiner Mosquera · Kolumbia                                                       | 46.28      | Freddy Mezones · Wenezuela         | 46.28      |
| 800 m                 | Fabiano Peçanha · Brazylia                                                | 1:47.82    | Kléberson Davide · Brazylia                                                      | 1:49.33    | Nico Herrera · Wenezuela           | 1:49.53    |
| 1500 m                | Byron Piedra · Ekwador                                                    | 3:41.81    | Hudson de Souza · Brazylia                                                       | 3:42.72    | Eduar Villanueva · Wenezuela       | 3:43.23    |
| 5000 m                | Byron Piedra · Ekwador                                                    | 13:56.93   | Mario Bazán · Peru                                                               | 13:57.37   | Damião de Souza · Brazylia         | 13:57.94   |
| 10 000 m              | Damião de Souza · Brazylia                                                | 29:23.57   | Miguel Ángel Bárzola · Argentyna                                                 | 29:23.62   | Jhon Cusi · Peru                   | 29:40.05   |
| 3000 m z przeszkodami | Mario Bazán · Peru                                                        | 8:35.17    | José Gregorio Peña · Wenezuela                                                   | 8:36.17    | Mariano Mastromarino · Argentyna   | 8:51.48    |
| 110 m przez płotki    | Paulo Villar · Kolumbia                                                   | 13.89      | Éder Antônio Souza · Brazylia                                                    | 13.97      | Anselmo Gomes da Silva · Brazylia  | 14.12      |
| 400 m przez płotki    | Andrés Silva · Urugwaj                                                    | 50.28      | Raphael Fernandes · Brazylia                                                     | 50.42      | Yeison Rivas · Kolumbia            | 50.87      |
| Skok wzwyż            | Jessé de Lima · Brazylia                                                  | 2.16       | Alberth Bravo · Wenezuela                                                        | 2.13       | Diego Ferrín · Ekwador             | 2.10       |
| Skok o tyczce         | Fábio Gomes da Silva · Brazylia                                           | 5.40       | João Gabriel Sousa · Brazylia                                                    | 5.30       | Marcelo Terra · Argentyna          | 4.80       |
| Skok w dal            | Rogério Bispo · Brazylia                                                  | 7.77       | Erivaldo Vieira · Brazylia                                                       | 7.61       | Hugo Chila · Ekwador               | 7.51       |
| Trójskok              | Jefferson Sabino · Brazylia                                               | 16.38w     | Hugo Chila · Ekwador                                                             | 16.12      | Maximiliano Diaz · Argentyna       | 15.49      |
| Pchnięcie kulą        | Germán Lauro · Argentyna                                                  | 19.20      | Ronald Julião · Brazylia                                                         | 18.19      | Gustavo de Mendonça · Brazylia     | 17.55      |
| Rzut dyskiem          | Germán Lauro · Argentyna                                                  | 60.41      | Jorge Balliengo · Argentyna                                                      | 58.04      | Ronald Julião · Brazylia           | 54.97      |
| Rzut młotem           | Juan Cerra · Argentyna                                                    | 69.42      | Patricio Palma · Chile                                                           | 68.53      | Eduardo Acuña · Peru               | 67.26      |
| Rzut oszczepem        | Arley Ibargüen · Kolumbia                                                 | 81.07      | Noraldo Palacios · Kolumbia                                                      | 77.87      | Júlio César de Oliveira · Brazylia | 73.51      |
| Dziesięciobój         | Carlos Eduardo Chinin · Brazylia                                          | 7474 pkt.  | Oscar Mina · Ekwador                                                             | 6659 pkt.  | Fernando Korniejczuk · Argentyna   | 6505 pkt.  |
| Chód na 20 000 m      | Luis Fernando López · Kolumbia                                            | 1:20:53.6  | Yerko Araya · Chile                                                              | 1:23:08.2  | Patricio Ortega · Ekwador          | 1:23:30.9  |
| Sztafeta 4 x 100 m    | Kolumbia · Yeison Rivas · John Valoyes · Geiner Mosquera · Daniel Grueso  | 39.41      | Brazylia                                                                         | 39.85      | Wenezuela                          | 40.26      |
| Sztafeta 4 x 400 m    | Kolumbia · Yeison Rivas · John Valoyes · Amilcar Torres · Geiner Mosquera | 3:06.22    | Brazylia · Luís Ambrosio · Eduardo Vasconcelos · Rodrigo Bargas · Wallace Vieira | 3:06.85    | Argentyna                          | 3:11.70    |

### Kobiety
| Konkurencja           | 1. miejsce                                                                                | 1. miejsce | 2. miejsce                                                                          | 2. miejsce | 3. miejsce                          | 3. miejsce |
| --------------------- | ----------------------------------------------------------------------------------------- | ---------- | ----------------------------------------------------------------------------------- | ---------- | ----------------------------------- | ---------- |
| 100 m                 | Lucimar de Moura · Brazylia                                                               | 11.59      | Felipa Palacios · Kolumbia                                                          | 11.79      | Thaíssa Presti · Brazylia           | 11.85      |
| 200 m                 | Norma González · Kolumbia                                                                 | 23.73      | Thaíssa Presti · Brazylia                                                           | 23.85      | Jennifer Padilla · Kolumbia         | 24.23      |
| 400 m                 | Norma González · Kolumbia                                                                 | 52.62      | Emily Pinheiro · Brazylia                                                           | 52.73      | Jaílma de Lima · Brazylia           | 52.95      |
| 800 m                 | Rosibel García · Kolumbia                                                                 | 2:05.21    | Josiane Tito · Brazylia                                                             | 2:06.66    | Christiane dos Santos · Brazylia    | 2:06.72    |
| 1500 m                | Rosibel García · Kolumbia                                                                 | 4:20.30    | Muriel Coneo · Kolumbia                                                             | 4:23.38    | Rosa Godoy · Argentyna              | 4:23.63    |
| 5000 m                | Inés Melchor · Peru                                                                       | 16:00.41   | Sueli Silva · Brazylia                                                              | 16:14.95   | Rosa Alba Chacha · Ekwador          | 16:17.75   |
| 10 000 m              | Inés Melchor · Peru                                                                       | 33:11.79   | Cruz Nonata da Silva · Brazylia                                                     | 33:36.60   | Sueli Silva · Brazylia              | 33:47.15   |
| 3000 m z przeszkodami | Sabine Heitling · Brazylia                                                                | 9:52.54    | Ángela Figueroa · Kolumbia                                                          | 9:54.83    | Rosa Godoy · Argentyna              | 10:12.95   |
| 100 m przez płotki    | Brigith Merlano · Kolumbia                                                                | 13.22      | Soledad Donzino · Argentyna                                                         | 13.48      | Fabiana Morães · Brazylia           | 13.56      |
| 400 m przez płotki    | Lucimar Teodoro · Brazylia                                                                | 56.32      | Luciana França · Brazylia                                                           | 56.53      | Madelene Rondón · Wenezuela         | 58.29      |
| Skok wzwyż            | Catherine Ibargüen · Kolumbia                                                             | 1.88       | Solange Witteveen · Argentyna                                                       | 1.85       | Mônica de Freitas · Brazylia        | 1.82       |
| Skok o tyczce         | Fabiana Murer · Brazylia                                                                  | 4.60       | Carolina Torres · Chile                                                             | 4.10       | Alejandra García · Argentyna        | 4.10       |
| Skok w dal            | Keila Costa · Brazylia                                                                    | 6.62       | Johana Triviño · Kolumbia                                                           | 6.45       | Fernanda Gonçalves · Brazylia       | 6.27       |
| Trójskok              | Johana Triviño · Kolumbia                                                                 | 14.02      | Catherine Ibargüen · Kolumbia                                                       | 13.93      | Verónica Davis · Wenezuela          | 13.83      |
| Pchnięcie kulą        | Natalia Ducó · Chile                                                                      | 17.73      | Elisângela Adriano · Brazylia                                                       | 16.63      | Andréa Pereira · Brazylia           | 16.16      |
| Rzut dyskiem          | Elisângela Adriano · Brazylia                                                             | 61.00      | Karen Gallardo · Chile                                                              | 55.91      | María Angélica Cubillán · Wenezuela | 54.07      |
| Rzut młotem           | Eli Johana Moreno · Kolumbia                                                              | 65.79      | Odette Palma · Chile                                                                | 64.55      | Jennifer Dahlgren · Argentyna       | 63.81      |
| Rzut oszczepem        | Alessandra Resende · Brazylia                                                             | 56.36      | Jucilene de Lima · Brazylia                                                         | 54.37      | Diana Rivas · Kolumbia              | 52.83      |
| Siedmiobój            | Vanessa Spinola · Brazylia                                                                | 5578 pkt.  | Macarena Reyes · Chile                                                              | 5360 pkt.  | Andrea Donzino Soledad · Argentyna  | 5200 pkt.  |
| Chód na 20 000 m      | Johana Ordóñez · Ekwador                                                                  | 1:34:58    | Sandra Zapata · Kolumbia                                                            | 1:35:53    | Tânia Spindler · Brazylia           | 1:36:32    |
| Sztafeta 4 x 100 m    | Kolumbia                                                                                  | 44.18      | Brazylia                                                                            | 44.52      | Ekwador                             | 47.20      |
| Sztafeta 4 x 400 m    | Brazylia · Aparecida Coutinho Geisa · Sheila Ferreira · Jailma de Lima · Emmilly Pinheiro | 3:32.69    | Kolumbia · Kelly López · Maria Alejandra Idrobo · Jennifer Padilla · Norma González | 3:35.83    | Ekwador                             | 3:45.99    |

## Tabela medalowa
| Klasyfikacja medalowa |           |    |    |    |       |
| Miejsce               | Państwo   |    |    |    | Razem |
| 1                     | Brazylia  | 16 | 19 | 16 | 51    |
| 2                     | Kolumbia  | 14 | 9  | 4  | 27    |
| 3                     | Argentyna | 3  | 4  | 10 | 17    |
| 4                     | Ekwador   | 3  | 2  | 6  | 11    |
| 5                     | Peru      | 3  | 1  | 2  | 6     |
| 6                     | Panama    | 2  | 0  | 0  | 2     |
| 6                     | Urugwaj   | 2  | 0  | 0  | 2     |
| 8                     | Chile     | 1  | 6  | 0  | 7     |